# Lauren Oliver

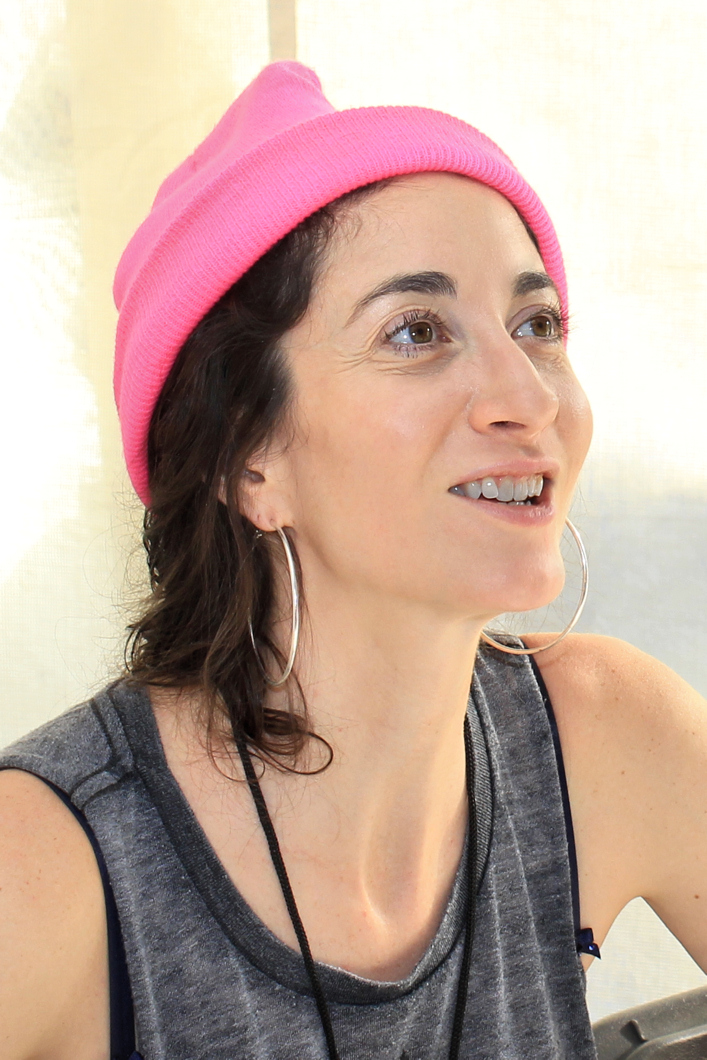
Lauren Oliver em 2016

Lauren Oliver (nascida Laura Suzanne Schechter, em 8 de Novembro, 1982) é uma escritora americana de livros YA (para jovens adultos), incluindo Pânico (publicado no Brasil em 2020); a trilogia Delirium: Delírio, Pandemônio e Réquiem (publicados no Brasil pela editora Intrínseca a partir de 2012); e Antes Que Eu Vá (2012), que se tornou um grande sucesso no cinema, adaptado para as telas em 2017. Seus romances foram traduzidos mundialmente em mais de trinta línguas. 
Lauren se graduou na Universidade de Chicago. Também possui um MFA (Master of Fine Arts) em escrita criativa, pela Universidade de Nova York.

## Biografia
Lauren nasceu no Queens e foi criada em Westchester, Nova York, em uma cidade pequena muito parecida com a descrita em Antes Que Eu Vá. Com seus pais professores de literatura, desde muito cedo foi encorajada a inventar histórias, desenhar, pintar, dançar e essencialmente passar muito do tempo dela vivendo com imaginação. Ela buscou formação em literatura e filosofia na Universidade de Chicago, e então se mudou de volta para Nova York para cursar o programa MFA da NYU em escrita criativa. Lauren revela, “eu continuei sendo o mais anti pragmática possível ao fazer minha formação em filosofia e literatura.... inadvertidamente auxiliada e aprovada na minha missão pela minha irmã mais velha, Lizzie, que tirou seu Ph.D. em filosofia e ciências cognitivas. Isto eventualmente levou aos nossos pais a se conformarem com o fato de que suas filhas jamais seriam advogadas, médicas ou até mesmo grandes funcionárias".
Ela simultaneamente começou a trabalhar na Penguin Books, em uma divisão de jovens adultos chamada Razorbill, enquanto começava a trabalhar em Antes Que Eu Vá. Ela deixou a empresa em 2009 para escrever em tempo integral, e agora trabalha feliz em casa. Oliver mora no Brooklyn, Nova York. Ela é filha do escritor de literatura policial Harold Schechter.[carece de fontes?]
Enquanto crescia, Lauren era tanto leitora ávida e escritora, ela diz, "Eu vim de uma família de escritores, e então sempre acreditei (erroneamente) que passar horas na frente do computador todos os dias, pensando sobre a diferença entre ‘chortling’ e ‘chuckling’ é normal. Enquanto criança, após terminar um livro, eu continuava a escrever continuações para seus personagens, porque eu não queria ter que desistir deles.”
Além de escrever, Lauren também gostava de fazer balé, desenhar, pintar, fazer colagens, cantar, atuar, experimentar com a cozinha, e como ela mesma fala, “(tentar) passar meu tempo sendo o mais criativa e inútil possível.” Junto com Lexa Hillyer, ela é co-fundadora de uma empresa de desenvolvimento literário, a Paper Lantern Lit.
Ela foi indicada ao prêmio E. B. White Read-Aloud Award pelo seu livro infantojuvenil Liesl & Po, assim como autora do livro infantojuvenil The Spindlers. Panic, que foi publicado em Março de 2014, nos EUA, foi escolhido pela Universal Pictures em um grande acordo.[carece de fontes?]

### Carreira e Livros

#### Antes Que Eu Vá
É seu primeiro livro,  é sobre uma adolescente, Sam, que tem que passar pelo último dia de sua vida sete vezes, cada vez aprendendo novos valores e mistérios cercando sua morte. Antes Que Eu Vá virou filme estrelado pela atriz Zoey Deutch e lançado em 2017.

#### TrilogiaDelirium
É sua primeira trilogia distópica. A primeira novela, "Hana", foi lançada após Delirium, mas o livro é situado durante Delirium mas pela perspectiva de Hana. O segundo livro da trilogia, Pandemonium, foi lançado 2012. Outra novela, Annabel, foi lançada em 2012 como um e-book. E é situada antes dos eventos em Delirium. Esta novela detalha a história da mãe de Lena anterior aos eventos. O terceiro e último livro da trilogia, Requiem, foi publicado em 2013. A terceira novela, Raven, foi publicada junto com o terceiro livro, em 2013, como um e-book. Esta novela segue Raven em sua vida e aventuras entre os eventos de Pandemonium e Requiem. Em 2014, todas as três novelas (Hana, Annabel & Raven) foram lançadas juntos em um livro de brochura.[carece de fontes?]

#### Outros
O primeiro livro infantojuvenil, Liesl and Po, sobre uma garota que é visitada por um fantasma que diz a ela que seu pai está preso no Limbo e que apenas ela pode ajudá-lo, foi publicado em 2011. O segundo livro infantojuvenil, chamado The Spindlers, conta a história de uma jovem garota, Liza, enquanto ela viaja para um submundo fantástico para resgatar seu irmão mais novo de criaturas sinistras. Foi lançado em 2012.
O próximo livro, um livro contemporâneo para Jovens Adultos, chamado Panic, foi lançado em 2014, e já foi escolhido pela Universal Pictures. Este foi seguido de seu primeiro livro adulto, Rooms em 2014, e o outro novo livro adolescente, Desaparecidas em 2015.[carece de fontes?]
O terceiro livro de Oliver para jovens leitores, e o primeiro de uma nova série, foi lançado em 2015. Chamado Curiosity House: The Shrunken Head, o livro é em colaboração com a escritora H.C. Chester.
O novo livro jovem adulto de Lauren, Replica, lançado em 2016, já foi escolhido para ser adaptado ao cinema pela mesma produtora do filme de Antes Que Eu Vá, a Awesomeness Films.

## Publicações

### Trilogia Delirium
1. Delirium (2011) e em Portugal: (Alfaguara Portugal, 2014) / no Brasil: Delírio (Intrínseca, 2012)
2. Pandemonium (2012) no Brasil: Pandemônio (Intrínseca, 2013)
3. Requiem (2013) no Brasil: Réquiem (Intrínseca, 2014)

#### Livros relacionados
- Annabel (2012) - Prequela
- Hana (2011) - Novela 1.5
- Raven (2013) - Novela 2.5
- Alex (2014) - Novela 3.5
- Delirium Stories: Hana, Annabel, and Raven (2014)
- The Book of Shhh (2016)

### Duologia Replica
1. Replica (2016)[6]
2. Simulation (sem previsão)

### Livros isolados
- Before I Fall (2010) no Brasil: Antes Que Eu Vá (Intrínseca, 2017) / em Portugal: Antes de Vos Deixar (Editorial Presença, 2011)
- Panic (2014)
- Vanishing Girls (2015)[7] no Brasil: Desaparecidas (Verus, 2015)

### Livros para Adultos
- Rooms (2014)

### Livros infantojuvenis
- Liesl and Po (2011)
- The Spindlers (2012)
- Curiosity House: The Shrunken Head (2015)[8]
- Curiosity House: The Screaming Statue (2016)